# Nemenčinė
Nemenčinė (en polonais : Niemenczyn) est une ville de la municipalité du district de Vilnius, dans l'apskritis de Vilnius, en Lituanie, ayant une population d'environ 5 000 habitants.

## Géographie
La ville se situe dans la région historique de Dzūkija, sur la rive droite du Néris.

## Histoire
Au cours de la christianisation de la Lituanie, en 1387, le grand-duc Ladislas II Jagellon a fondé la paroisse de Nemenčinė et fit ériger une église sur l'emplacement d'une ancienne forteresse du Xe siècle. Le bourg a reçu les droits de ville en 1554. 
Dans l'entre-deux-guerres, la ville appartenait à la région de Vilnius saisie par la république de Pologne. Avec l'invasion soviétique de la Pologne, en 1939, toute la région passa sous le contrôle soviétique. Le 20 septembre 1941, après le début de l'opération Barbarossa et l'occupation allemande de la Lituanie, 403 Juifs de la ville sont tués dans une exécution de masse : 128 hommes, 186 femmes et 99 enfants sont exécutés par des Einsatzgruppen de nazis lituaniens. Un mémorial est érigé sur le site du massacre.

## Jumelages
La ville de Nemenčinė est jumelée avec :
- Dessau-Roßlau (Allemagne) depuis 1995
- Ełk (Pologne)
- Węgorzewo (Pologne) depuis 2008
- Suwałki (Pologne)